# 3 de octubre
El 3 de octubre es el 276.º (ducentésimo septuagésimo sexto) día del año —el 277.º (ducentésimo septuagésimo séptimo) en los años bisiestos— en el calendario gregoriano. Quedan 89 días para finalizar el año.

## Acontecimientos
- 52 a. C.: Vercingétorix, el líder galo, presenta sus armas a Julio César, poniendo fin al sitio de Alesia y a la conquista romana de la Galia.
- 42 a. C.: en Macedonia se libra la primera batalla de Filipos; decisiva victoria de los triunviros Marco Antonio y Octavio contra las fuerzas de los asesinos de Julio César, Marco Junio Bruto y Cayo Casio Longino.
- 382: el emperador Teodosio I finaliza el tratado de paz con los godos para su asentamiento en los Balcanes a cambio de un servicio militar.
- 1574: en Países Bajos, finaliza el asedio de Leiden con la retirada de las tropas españolas.
- 1576: En Amberes, en el marco de la guerra de Flandes, las tropas holandesas entran a la ciudad y toman posiciones para atacar el castillo, defendido por una guarnición española liderada por el mariscal Dávila, apodado El Rayo de la Guerra.
- 1683: el almirante de la Dinastía Qing Shi Lang llega a Taiwán (bajo el Reino de Tungning) para recibir la rendición formal de Zheng Keshuang y Liu Guoxuan después de la batalla de Penghu.
- 1700: en España, finaliza la dinastía de los Austrias en España con el testamento de Carlos II.
- 1714: en España, el rey Felipe V aprueba la constitución de la Real Academia Española.
- 1778: el capitán británico James Cook llega a Alaska.
- 1795: el general Napoleón Bonaparte se alza para defender la Convención Nacional Francesa contra el ejército contrarrevolucionario.
- 1816: en la villa hispanohablante de San Francisco de Borja, después de trece días de sitio ―como respuesta a la invasión lusobrasileña de 1816―, los soldados guaraníes del comandante Andresito Guazurarí son vencidos por las fuerzas portuguesas y brasileñas en la batalla de San Borja.
- 1825: la República de Bolívar cambia oficialmente su nombre a República de Bolivia. El entonces diputado por Potosí, Manuel Martín Cruz, afirma: «Si de Rómulo a Roma, de Bolívar a Bolivia».
- 1835: en Núremberg (Alemania) se funda la empresa Staedtler.
- 1847: en Ocotlán (México) se aparece en el cielo la imagen de Cristo, conocido como el Señor de la Misericordia o el prodigio de Ocotlán.
- 1849: en Baltimore, el escritor Edgar Allan Poe es encontrado delirando en una taberna. Morirá cuatro días después.
- 1863: en Austria, monárquicos mexicanos (entre los que se encontraba José María Gutiérrez de Estrada) le ofrecen la corona de México a Maximiliano de Habsburgo.
- 1864: cerca de Ciudad Mendoza (unos 250 km al este de Ciudad de México) a la 1:53 hora local se registra un terremoto que destruye la capilla que los españoles habían construido en 1594 sobre la pirámide de Cholula (la más grande del mundo).
- 1873: En España, los cantoneros desembarcan en Garrucha (Almería), desde donde incursionan en el interior, regresando con una gran cantidad de dinero, víveres y ganado.
- 1898: en España, el primer tranvía eléctrico circula por Madrid.
- 1904: España y Francia firman un tratado sobre Marruecos antecedente del acuerdo del 27 de noviembre de 1912 que llevó a la creación de los protectorados francés y español.[1]
- 1912: en Nicaragua, soldados estadounidenses sitian a los rebeldes nicaragüenses bajo el mando de Benjamín Zeledón en los cerros Coyotepe y La Barranca cerca de la ciudad de Masaya.
- 1918: el rey Boris III de Bulgaria accede al trono.
- 1921: en México, se crea la Secretaría de Educación Pública.
- 1929: serbios, croatas y eslovenos se unen para formar el Reino de Yugoslavia, "Tierra de los eslavos del sur".
- 1932: Irak se independiza del Imperio británico.
- 1935: en el marco de la segunda guerra ítalo-etíope, Italia invade Etiopía bajo el mando del general Emilio De Bono.
- 1938: en el contexto de la guerra civil española, durante el asedio de Madrid, el ejército sublevado bombardea la ciudad con bolsas con pan decoradas con enseñas nacionales y mensajes críticos con el Gobierno Republicano.[2] Dado que la capital se encontraba en situación de desabastecimiento, se convirtió en una medida propagandística que aumentó la desconfianza de la población hacia el gobierno.
- 1942: en Peenemünde (Alemania), los nazis lanzan el cohete V-2/A4. Es el primer objeto hecho por el hombre que llega al espacio.

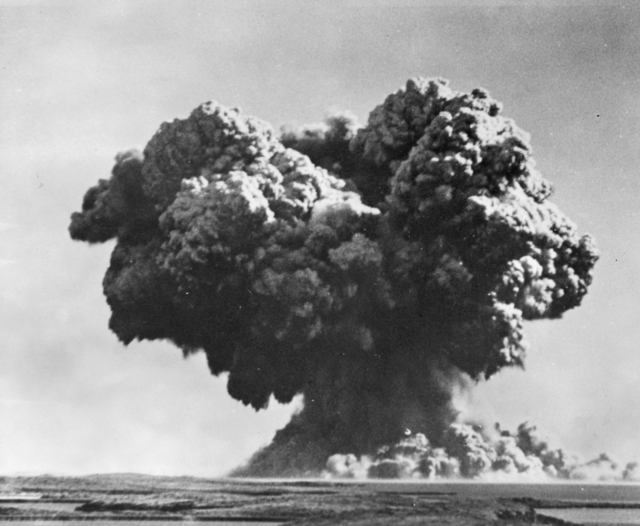
Fotografía de la explosión de Hurricane, la primera bomba atómica británica, en 1952.

- 1948: en Perú, ocurre la Revolución Aprista, donde la Marina Peruana también se rebeló. Como resultado, el presidente José Luis Bustamante y Rivero prohibiría el APRA por segunda vez, luego de que este partido este 3 años libre.
- 1952: a las 16:59, dentro de un barco anclado en la isla Trimouille (al norte de Australia), Reino Unido detona su primera bomba atómica, Hurricane, de 25 kt (la misma potencia que Fat Man, la segunda y última bomba atómica utilizada contra población civil, en Nagasaki, el 9 de agosto de 1945). Reino Unido se convierte en la tercera nación que posee bombas atómicas en todo el mundo.
- 1953: en Brasil se funda Petrobras.
- 1959: en Godoy Cruz (Argentina) se inaugura el Estadio Feliciano Gambarte del Club Deportivo Godoy Cruz Antonio Tomba.
- 1961: cerca de la aldea de Pozo Cavado, en Quemado de Güines (en la provincia cubana de Las Villas), la banda de Thondike (Margarito Lanza Flores) atacan la finca Novoa, y asesinan al maestro voluntario Delfín Sen Cedré.[3]
- 1962: en Cabo Cañaveral (Estados Unidos), se lanza la nave Sigma 7 (del Proyecto Mercury), con el astronauta Wally Schirra a bordo en un vuelo que dio seis vueltas a la órbita terrestre y que duró nueve horas.
- 1964: en Buenos Aires (Argentina), la visita del general Charles de Gaulle («Degól») desata disturbios contra el Gobierno de Arturo Umberto Illia: «Degól, Perón, un solo corazón» y «Degól, Perón, tercera posición».
- 1965: en Cuba, Fidel Castro lee oficialmente la carta de despedida escrita por el Che Guevara.
- 1968: en Perú, el general Velasco derroca al presidente Fernando Belaúnde Terry.
- 1968: a 118 metros bajo tierra, en el área U3fs del Sitio de pruebas atómicas de Nevada (a unos 100 km al noroeste de la ciudad de Las Vegas), a las 6:00 (hora local), Estados Unidos detona su bomba atómica Welder, de menos de 20 kt. Media hora después, a 301 metros bajo tierra, detona la bomba Knife-C, de 3 kt. Son las bombas n.º 579 y 580 de las 1129 que Estados Unidos detonó entre 1945 y 1992.
- 1969: en Berlín (Alemania) se inaugura la torre de televisión de Berlín.
- 1973: en San Nicolás de los Arroyos (Argentina) dos terroristas de la organización de derechas Triple A ingresan en la sede del diario El Norte y acribillan al jefe de redacción, José Domingo Colombo.[4]
- 1981: en Oviedo se entregan los Premios Príncipe de Asturias en su primera edición.
- 1988: en la base aérea Edwards (en el desierto de Mojave) se produce el aterrizaje perfecto del transbordador espacial estadounidense Discovery, culminando con éxito la primera misión de la NASA desde el fatal accidente del Challenger en 1986.
- 1989: se produce el fallido golpe militar del 3 de octubre al régimen del general Manuel Antonio Noriega, por un grupo de oficiales de las Fuerzas de Defensa de Panamá.
- 1989: se aprueba oficialmente el escudo heráldico que representa al municipio en el pueblo de Valdeaveruelo, en Guadalajara, España.
- 1990: la RDA se disuelve y pasa a formar parte de la RFA, por lo que Alemania volvió a ser una nación unida.
- 1992: la cantante Sinéad O'Connor rompe una foto del papa Juan Pablo II como repudio a sus políticas conservadoras.
- 1993: tiene lugar la batalla de Mogadiscio en esta ciudad de Somalia entre las tropas de Estados Unidos y los guerrilleros de este país.
- 1994: en Cheiry, en el cantón de Friburgo (en Suiza), varios seguidores de la secta Orden del Templo Solar se suicidan tomando tranquilizantes. El 5 de octubre otros 48 serán matados a tiros y cremados.
- 1996: en París, la República Federal de Yugoslavia (Serbia y Montenegro) y Bosnia-Herzegovina establecen relaciones diplomáticas mediante la firma de un acuerdo.
- 2005: Eclipse de Sol anular sobre Europa y África.
- 2009: el atunero vasco Alakrana es secuestrado por piratas somalíes. El cautiverio duró 47 días.
  - Detonación de la bomba de buceo en Montevideo, Uruguay.
- 2010: Alemania liquida totalmente las reparaciones de guerra (junto con los intereses generados) desde la aprobación del tratado de la Primera y la Segunda Guerra Mundial.
- 2013: cerca de la isla de Lampedusa (Italia), un barco con alrededor de 500 inmigrantes africanos se incendia y naufraga. Solo sobreviven unos 150.[5]
- 2017: en España, el rey Felipe VI dirigió un mensaje extraordinario a la nación a causa de la celebración un referéndum de autodeterminación, constitucionalmente ilegal, convocado por el Gobierno de Cataluña y suspendido por el Tribunal Constitucional el 7 de septiembre de aquel año.
- 2018: el Poder Judicial del Perú anula el indulto humanitario otorgado al expresidente Alberto Fujimori concedido durante el gobierno de Pedro Pablo Kuczynski.[6]
- 2019: en Ecuador, se efectúa una Paralización en el transporte público a nivel nacional, debido a la eliminación de los subsidios al combustible. En consecuencia, se generaron graves disturbios y cuantiosos daños materiales, en las principales ciudades del país. Ante esta crítica y caótica situación, el presidente Lenín Moreno declaró el estado de excepción.
- 2020: se confirma el primer caso de COVID-19 en Islas Salomón.

## Nacimientos
- 1292: Leonor de Clare, hija mayor de Gilbert de Clare, conde de Hertford y de Gloucester, y Juana de Acre; esposa de Hugo Despenser el Joven (f. 1337).
- 1610: Gabriel Lalemant, misionero francés (f. 1649).
- 1713: Antoine Dauvergne, compositor y violinista francés (f. 1797).
- 1716: Giovanni Battista Beccaria, físico italiano (f. 1781).
- 1790: John Ross, cacique cheroqui estadounidense (f. 1866).
- 1792: Francisco Morazán, militar y político hondureño (f. 1842).

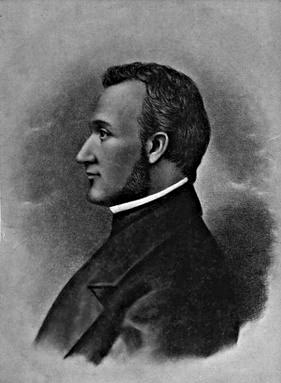
Francisco Morazán.

- 1797: Leopoldo II de Toscana (f. 1870).
- 1800: George Bancroft, político e historiador estadounidense (f. 1891).
- 1804: Allan Kardec, espiritista francés (f. 1869).
- 1804: Townsend Harris, primer cónsul general de los Estados Unidos en Japón (f. 1878)
- 1832: Lina Sandell, poeta sueca y autora de himnos góspel (f. 1903)
- 1837: Nicolás Avellaneda, periodista argentino, 8.º presidente (f. 1885).
- 1848: Henry Lerolle, pintor francés (f. 1929).
- 1858: Eleonora Duse, actriz italiana (f. 1924).
- 1863: Piotr Kozlov, explorador ruso (f. 1935).
- 1867: Pierre Bonnard, pintor francés (f. 1947).
- 1868: Francisco Vidal y Barraquer, cardenal español (f. 1943).
- 1869: Alfred Flatow, gimnasta alemán (f. 1942).
- 1875: Gerardo Murillo, pintor y escritor mexicano (f. 1964).
- 1879: Warner Oland, actor estadounidense (f. 1938).
- 1880: Karl Ruberl, cantante austríaco (f. 1966).
- 1882: A. Y. Jackson, pintor canadiense (f. 1974).
- 1882: Karol Szymanowski, compositor polaco (f. 1937)
- 1886: Alain-Fournier, escritor francés (f. 1914).
- 1889: Carl von Ossietzky, escritor alemán, premio nobel de la paz en 1935 (f. 1938).
- 1890: Emilio Portes Gil, presidente mexicano (f. 1978).
- 1893: Carlos II, rey rumano (f. 1953).
- 1894: Walter Warlimont, general alemán (f. 1976).
- 1895: Sergei Yesenin, poeta ruso (f. 1925).
- 1896: Gerardo Diego, poeta español (f. 1987).
- 1897: Louis Aragon, escritor francés (f. 1982).
- 1898: Leo McCarey, cineasta estadounidense (f. 1969).

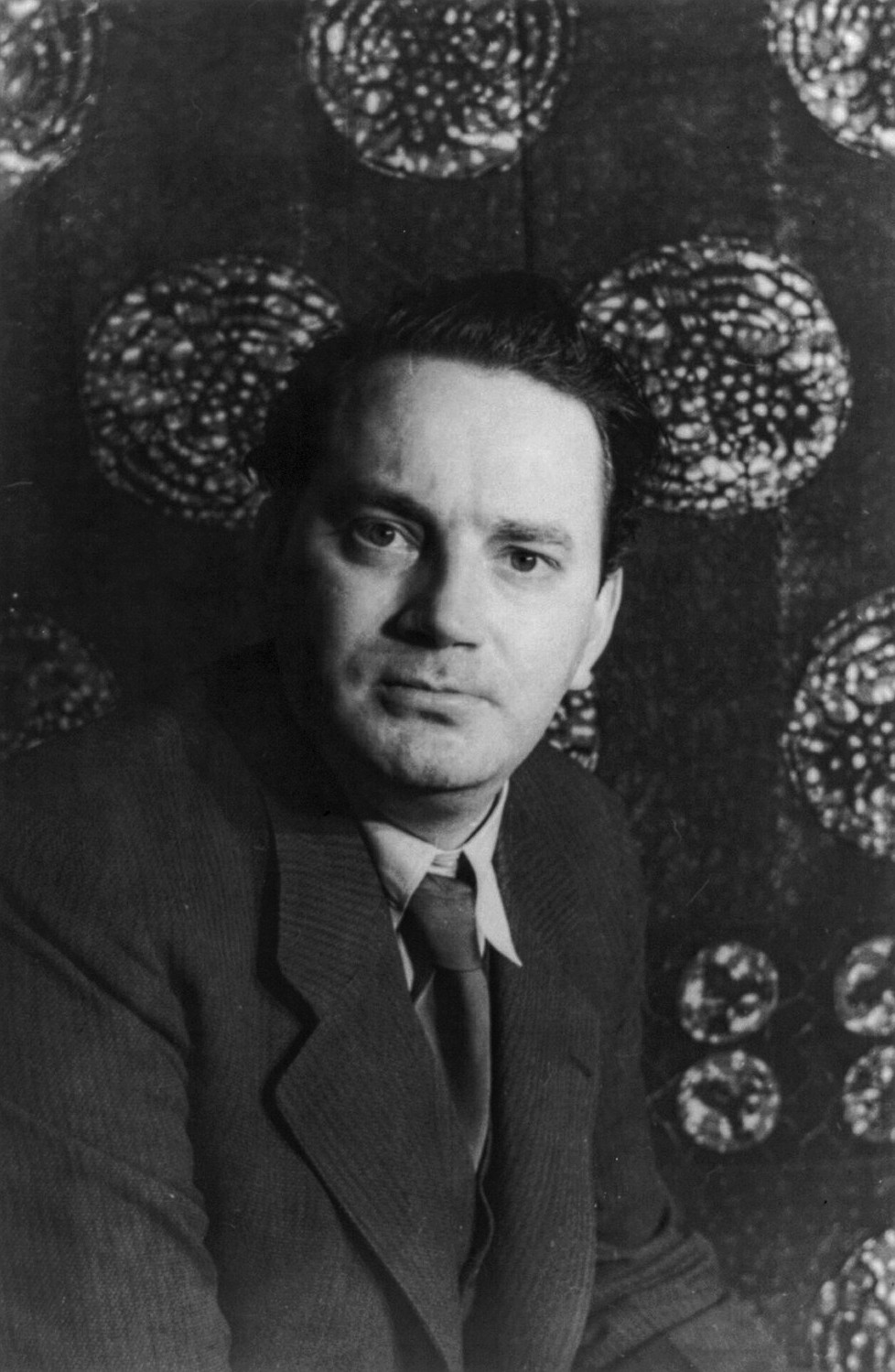
Thomas Wolfe.

- 1899: Louis Hjelmslev, lingüista danés (f. 1965).
- 1900: Thomas Wolfe, escritor estadounidense (f. 1938).
- 1903: Ran In-ting, pintor taiwanés (f. 1979),[cita requerida]
- 1904: Charles J. Pedersen, químico estadounidense, premio Nobel de Química en 1987 (f. 1989).
- 1904: Ernst-Günther Schenck, físico alemán (f. 1998).
- 1905: Julio Castellanos, pintor mexicano (f. 1947).
- 1910: Juan Cunha, poeta uruguayo (f. 1985).
- 1910: Antoine Dignef, ciclista belga (f. 1991).
- 1911: Michael Hordern, actor británico (f. 1995).
- 1911: Édgar Sanabria, político venezolano (f. 1989).
- 1913: Ramón Antonio Cereijo, economista argentino (f. 2003).
- 1914: Jan Nowak-Jeziorański, periodista, escritor y político polaco (f. 2005).
- 1915: Ben Molar, compositor y productor musical argentino (f. 2015).
- 1916: James Herriot, veterinario y escritor británico (f. 1995).
- 1918: Pedro Lazaga, director y guionista español de cine (f. 1979).
- 1919: James M. Buchanan, economista estadounidense, premio Nobel de Economía en 1986 (f. 2013).
- 1919: Francisco Ponz Piedrafita, catedrático y fisiólogo español (f. 2020).
- 1920: Myrna Mores, cantante argentina (f. 2014).
- 1920: Philippa Foot, filósofa británica (f. 2010).
- 1920: Ana Maria Primavesi, ingeniera agrónoma brasileña de origen austríaco (f. 2020).
- 1922: Raffaele La Capria, escritor, guionista y traductor italiano (f. 2022).
- 1923: Edward Oliver LeBlanc, político dominicano (f. 2004).
- 1923: Stanisław Skrowaczewski, director de orquesta polaco (f. 2017)
- 1924: Harvey Kurtzman, historietista estadounidense (f. 1993).
- 1925: Gore Vidal, escritor estadounidense (f. 2012).
- 1925: George Wein, productor y promotor de jazz estadounidense (f. 2021).
- 1928: Alvin Toffler, escritor y futurólogo estadounidense (f. 2016).
- 1928: Erik Bruhn, bailarín y coreógrafo danés (f. 1986).
- 1928: Kåre Willoch, economista y político noruego, Primer ministro de Noruega entre 1981 y 1986 (f. 2021).
- 1930: Dora Prince, actriz argentina (f. 2015).
- 1933: Neale Fraser, tenista australiano.
- 1934: Rodolfo Martín Villa, político español.
- 1935: Charles Duke, astronauta estadounidense.
- 1936: Arthur Decabooter, ciclista belga (f. 2012).
- 1936: Steve Reich, compositor estadounidense.
- 1937: Agustín López Zavala, actor de voz mexicano (f. 1993).
- 1938: Eddie Cochran, músico estadounidense (f. 1960).
- 1938: Pedro Pablo Kuczynski, economista y político peruano, presidente del Perú entre 2016 y 2018.
- 1939: Bob Armstrong, luchador estadounidense (f. 2020).
- 1940: Nacha Guevara, actriz argentina.

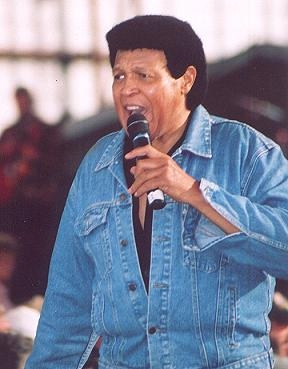
Chubby Checker.

- 1941: Chubby Checker, músico estadounidense.
- 1941: Andrea de Adamich, piloto de carreras italiano.
- 1942: Alan Rachins, actor estadounidense.[cita requerida]
- 1942: Margarita Zimmermann, mezzosoprano argentina.
- 1943: Jeff Bingaman, político estadounidense.
- 1943: Jesús Mariñas, periodista español (f. 2022).
- 1943: Leonel Hernández, futbolista costarricense.
- 1944: Pierre Deligne, matemático belga.
- 1945: Viktor Saneyev, atleta soviético.
- 1946: Ricardo Brandon, futbolista uruguayo (f. 2016).
- 1947: John Perry Barlow, poeta y ensayista estadounidense.
- 1947: Fred DeLuca, empresario estadounidense, cofundador de la cadena de comida rápida Subway.
- 1949: Lindsey Buckingham, compositor y guitarrista estadounidense, de la banda Fleetwood Mac.
- 1949: J. P. Dutta, director y productor indio de cine de Bollywood.[cita requerida]
- 1951: Emilio Chuayffet, abogado y político mexicano.
- 1954: Al Sharpton, predicador estadounidense.
- 1954: Stevie Ray Vaughan, guitarrista estadounidense de blues y jazz (f. 1990).
- 1955: Ángela Molina, actriz española.
- 1956: Deborah Coleman, guitarrista y cantante estadounidense (f. 2018).
- 1958: Louise Lecavalier, danzarín canadiense.
- 1958: Chicho Sibilio, baloncestista dominicano nacionalizado español (f. 2019).
- 1959: Greg Proops, actor estadounidense.
- 1959: Ricardo Valencia, alpinista español (f. 2007).
- 1960: Luces Velásquez, actriz colombiana.
- 1961:Ginés Ramón García Beltrán, obispo de la diócesis de Getafe.
- 1961: Ludger Stühlmeyer, compositor, organista, cantor y maestro de capilla alemán.
- 1962: Espartaco (Juan Antonio Ruiz), torero español.
- 1962: Tommy Lee, músico estadounidense, de la banda Mötley Crüe.
- 1964: Clive Owen, actor británico.
- 1964: Bieito Romero, músico, miembro fundador del grupo Luar na Lubre.
- 1965: Jan-Ove Waldner, jugador sueco de tenis de mesa.
- 1965: Sammy Pérez, actor y comediante mexicano (f. 2021).
- 1965: Carlos Montes García, baloncestista español (f. 2014).
- 1967: Rob Liefeld, ilustrador estadounidense.
- 1967: Denis Villeneuve, cineasta canadiense
- 1967: Maru Dueñas, actriz, directora y productora teatral mexicana (f. 2017).
- 1968: Nadia Calviño, política española.
- 1968: María Luisa Calle, ciclista colombiana.
- 1968: Greg Foster, jugador de baloncesto estadounidense.

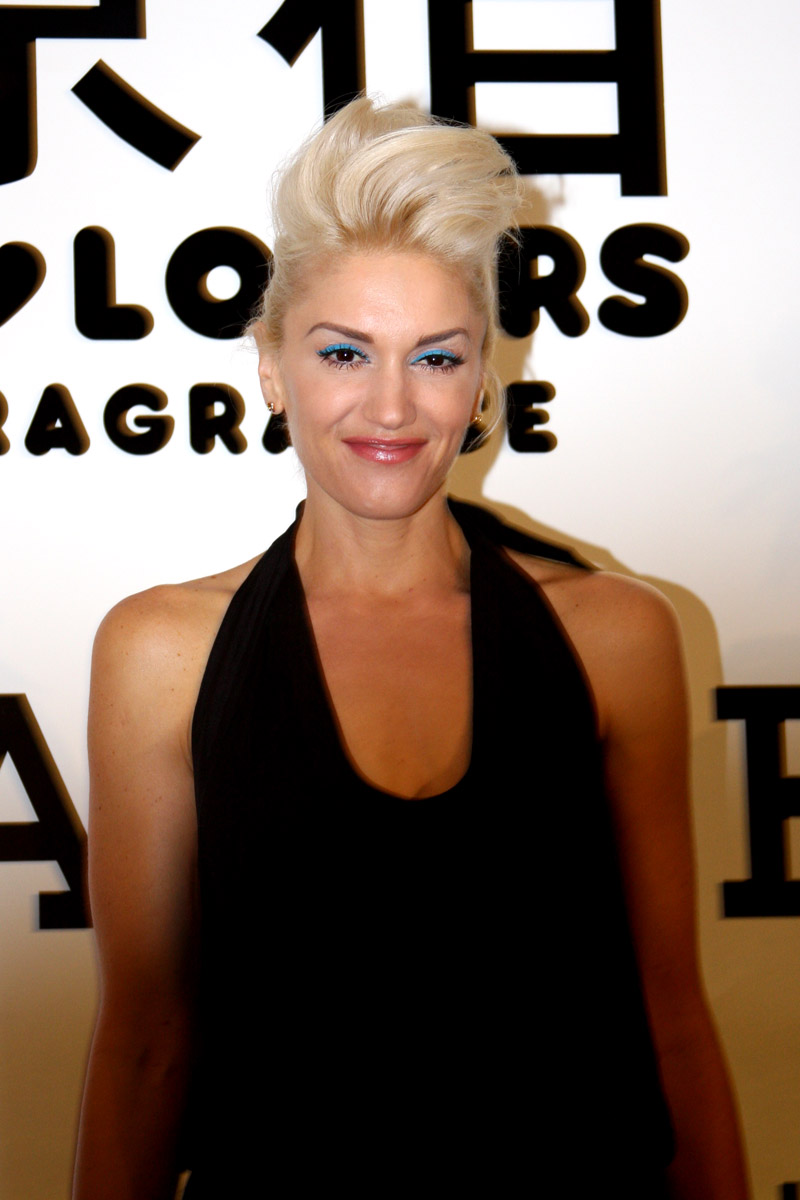
Gwen Stefani.

- 1969: Gwen Stefani, cantante estadounidense, de la banda No Doubt.
- 1969: Lorenzo Antonio, cantante y compositor mexicano.
- 1970: Dalila, cantante argentina.
- 1970: Eka Chavleishvili, actriz georgiana.
- 1970: Mario Aburto Martínez, obrero mexicano, presunto asesino del político mexicano Luis Donaldo Colosio.
- 1971: Kevin Richardson, cantante estadounidense, de la banda Backstreet Boys.
- 1971: Petra Schörkmayer, ciclista austriaco.
- 1972: Black Thought, rapero estadounidense, de la banda The Roots.
- 1972: Kim Joo-hyuk, actor surcoreano.
- 1972: Thanunchai Baribarn, futbolista tailandés.
- 1973: Keiko Agena, actriz estadounidense.

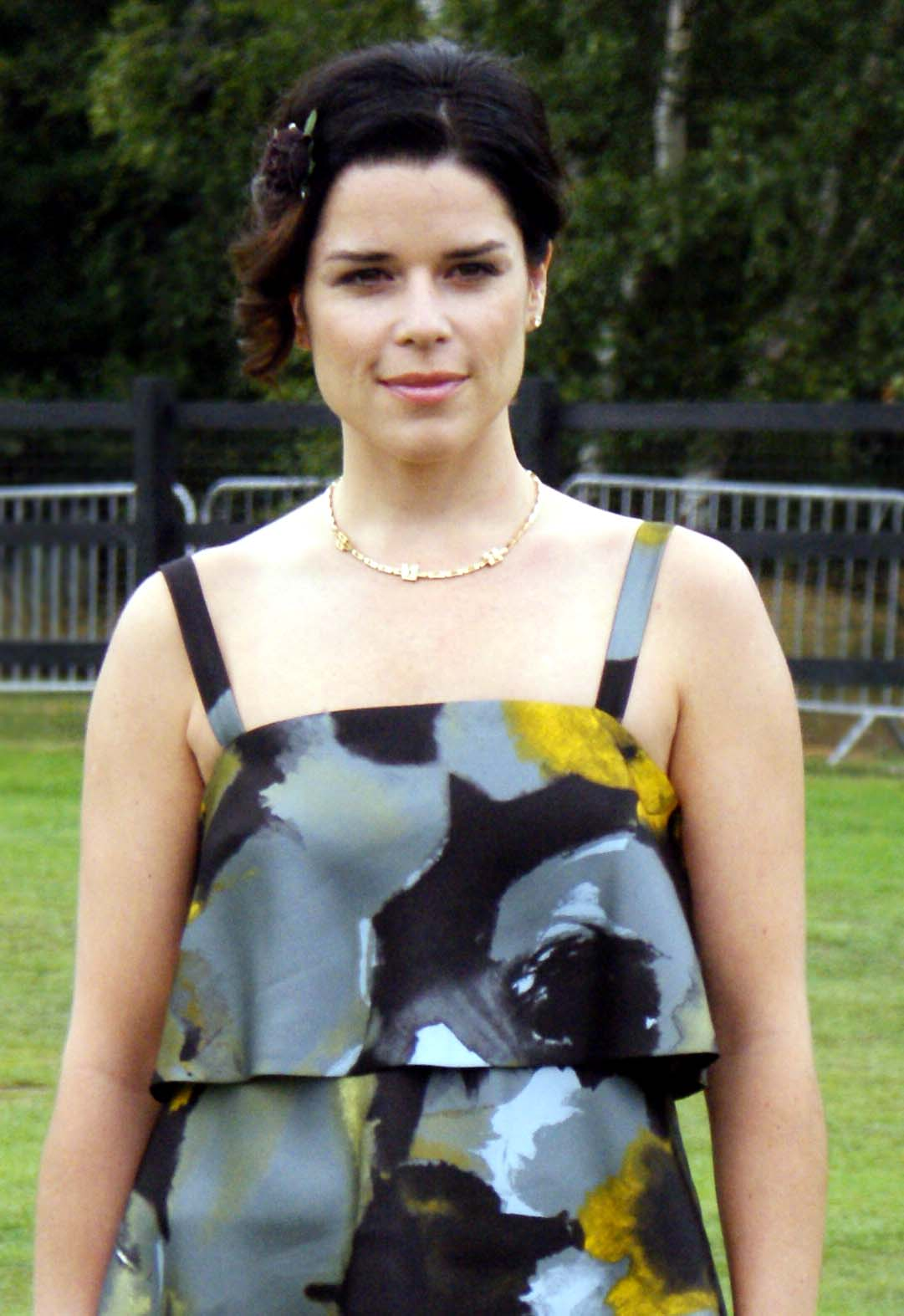
Neve Campbell.

- 1973: Neve Campbell, actriz canadiense.
- 1973: Angélica Gavaldón, tenista mexicana.
- 1973: Lena Headey, actriz británica.
- 1973: Uğur Dağdelen, futbolista turco (f. 2015).
- 1973: Rodrigo Lemos Posende, futbolista uruguayo.
- 1974: Tânia Maranhão, futbolista brasileña.
- 1974: Marianne Timmer, patinadora neerlandesa.
- 1975: India.Arie, cantante estadounidense.
- 1975: Talib Kweli, rapero estadounidense.
- 1975: Yoshinobu Akao, futbolista japonés.
- 1975: Silvia Fominaya, modelo, actriz y presentadora española.
- 1975: Titón Laïlla, política española.
- 1975: Satoko Ishimine, cantante japonesa.
- 1975: Alanna Ubach, actriz estadounidense.
- 1975: Greig Fraser, director de fotografía australiano.
- 1975: Phil Greening, rugbista británico.
- 1976: Eduardo Bustos Montoya, futbolista argentino.
- 1976: Herman Li, guitarrista chino, de la banda DragonForce.
- 1976: Seann William Scott, actor estadounidense.
- 1977: Daniel Hollie, luchador estadounidense.
- 1977: Marcio Ferreira de Souza, futbolista brasileño.
- 1978: Gerald Asamoah, futbolista alemán de origen ghanés.
- 1978: Christian Coulson, actor británico.
- 1978: Claudio Pizarro, futbolista peruano.
- 1978: Jake Shears, vocalista estadounidense, de la banda Scissor Sisters.
- 1978: Shannyn Sossamon, actriz estadounidense.
- 1978: Rosendo Alonso Tapia, taekwondista español.
- 1979: John Hennigan "John Morrison", luchador profesional estadounidense.
- 1979: Josh Klinghoffer, guitarrista estadounidense, de la banda Red Hot Chili Peppers.
- 1979: António dos Santos, futbolista brasileño.
- 1979: Anthony Abrams, futbolista guyanés.
- 1979: Claudia Bassols, actriz española.
- 1980: Anquan Boldin, jugador estadounidense de fútbol americano.
- 1980: Danny O'Donoghue, compositor y cantante irlandés, de las bandas The Script y Mytown.
- 1980: Rubén Ochandiano, actor español.
- 1980: Héctor Reynoso, futbolista mexicano.
- 1980: Alexéi Chekunkov, político ruso, desde 2020 ministro de Desarrollo del Lejano Oriente y el Ártico.
- 1980: Ivan Turina, futbolista croata (f. 2013).
- 1980: Esteban Sirias, futbolista costarricense.
- 1980: Theron Smith, baloncestista estadounidense.

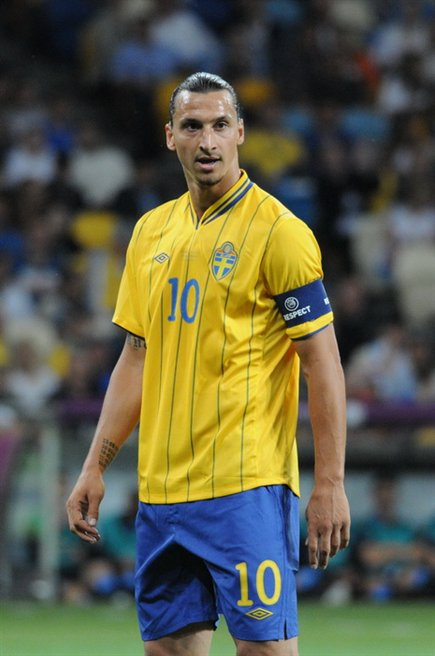
Zlatan Ibrahimović.

- 1981: Zlatan Ibrahimović, futbolista sueco.
- 1981: Andreas Isaksson, futbolista sueco.
- 1981: Jorge Pailós, futbolista uruguayo.
- 1981: John Alston Bodden, futbolista hondureño.
- 1981: Jorge Luis Zambrano, narcotraficante ecuatoriano (f. 2020).
- 1982: El Juli, torero español.
- 1982: Erik von Detten, actor estadounidense.
- 1982: Ahmad Amiruddin, futbolista indonesio.
- 1982: Server Djeparov, futbolista y entrenador uzbeko.
- 1982: Dan Fleeman, ciclista británico.
- 1983: Frederico Chaves Guedes, futbolista brasileño.
- 1983: Tessa Thompson, actriz estadounidense.
- 1983: Thiago Alves, luchador profesional brasileño.
- 1983: Kim Jae-sung, futbolista surcoreano.
- 1983: Naoya Kondō, futbolista japonés.
- 1983: Dean Morgan, futbolista inglés.
- 1983: Ababacar Ndiaye, taekwondista senegalés.
- 1983: Meghan Heffern, actriz canadiense.
- 1983: Yvonne Meusburger, tenista austriaca.
- 1983: Michael Altieri, luchador profesional estadounidense.
- 1983: Ti Chen, tenista taiwanés.
- 1983: José María Sánchez Martínez, árbitro de fútbol español.
- 1984: Anthony Le Tallec, futbolista francés.
- 1984: Ashlee Simpson, cantante estadounidense.
- 1984: Chris Marquette, actor estadounidense.
- 1984: Yoon Eun-hye, cantante y actriz surcoreana.
- 1984: Takanobu Komiyama, futbolista japonés.
- 1984: Tatsuya Yazawa, futbolista japonés.
- 1984: Gary Neal, baloncestista estadounidense.
- 1984: Ri Yu-il, entrenador de fútbol norcoreano
- 1984: Daniel Sousa, entrenador de fútbol portugués.
- 1984: Thabo Nthethe, futbolista sudafricano.
- 1985: Courtney Lee, baloncestista estadounidense.
- 1985: Megumi Takamoto, seiyū japonesa.
- 1985: Nikola Mitrevski, balonmanista macedonio.
- 1986: Jackson Martínez, futbolista colombiano.
- 1986: Malakai Tiwa, futbolista fiyiano.
- 1986: Marcos Melgarejo, futbolista paraguayo.
- 1986: Lee Sheng-Mu, jugador de bádminton taiwanés.
- 1986: Tamar Novas, actor español.
- 1986: Jacob Heinl, balonmanista alemán.
- 1987: Odis Borjas, futbolista hondureño.
- 1987: Yutaro Takahashi, futbolista japonés.
- 1987: Danny Willett, golfista inglés.
- 1987: Anna Holmlund, esquiadora acrobática sueca.
- 1987: Robert Grabarz, atleta británico.
- 1987: Johanna Ahlm, balonmanista sueca.
- 1988: ASAP Rocky, rapero estadounidense.
- 1988: Alicia Vikander, actriz sueca.
- 1988: Pak Nam-chol, futbolista norcoreano.
- 1988: Taku Ishihara, futbolista japonés.
- 1988: Maximiliano Arias, futbolista uruguayo.
- 1988: Matías Quinteros, futbolista argentino.
- 1989: Miloš Vidović, futbolista serbio.
- 1989: Santiago Barboza, futbolista uruguayo.
- 1989: Francisco Antonio López, futbolista hondureño.
- 1989: Francisco Cruz, baloncestista mexicano.
- 1990: Ana-Maria Crnogorčević, futbolista suiza.
- 1990: Sebastian Griesbeck, futbolista alemán.
- 1990: Fran Cárdenas, baloncestista español.
- 1990: Gaël Duhayindavyi, futbolista burundés.
- 1991: Borja Docal, futbolista español.
- 1991: Fran No, futbolista español.
- 1991: Kenny Lala, futbolista francés.
- 1991: Takuya Kakine, futbolista japonés.
- 1991: Andrés Ricaurte, futbolista colombiano.
- 1991: Lenzelle Smith, baloncestista estadounidense.
- 1991: Kyle Collinsworth, baloncestista estadounidense.
- 1991: Sean De Bie, ciclista belga.
- 1992: Lyna Khoudri, actriz franco-argelina.
- 1992: Oriana Altuve, futbolista venezolana.
- 1992: Franco Ledesma, futbolista argentina.
- 1992: Eduardo Miranda, futbolista chileno.
- 1992: Levi Randolph, baloncestista estadounidense.
- 1993: Fidan Aliti, futbolista kosovar.
- 1993: Julio Cascante, futbolista costarricense.
- 1993: Michael Devlin, futbolista escocés.
- 1993: David Loaiza, futbolista colombiano.
- 1993: Edy Rentería, futbolista colombiano.
- 1993: Armando Zamorano, futbolista mexicano.
- 1993: Thomas Oh, taekwondista neozelandés.
- 1993: Landen Lucas, baloncestista estadounidense.
- 1993: Shaquille Harrison, baloncestista estadounidense.
- 1993: Nils van 't Hoenderdaal, ciclista neerlandés.
- 1994: Seth Jones, jugador de hockey sobre hielo estadounidense.
- 1994: Juanjo Nieto, futbolista español.
- 1994: Mamadou Serov Traoré, futbolista maliense.
- 1994: Kōsuke Kinoshita, futbolista japonés.
- 1994: London Perrantes, baloncestista estadounidense.
- 1994: Nigel Pruitt, baloncestista estadounidense.
- 1994: Kepa Arrizabalaga, futbolista español.
- 1995: Thabiso Brown, futbolista lesotense.
- 1995: E. C. Matthews, baloncestista estadounidense.
- 1995: Dragan Apić, baloncestista serbio.
- 1995: Yaroslav Filchakov, luchador ucraniano.
- 1996: Kelechi Iheanacho, futbolista nigeriano.
- 1996: Junki Mawatari, futbolista japonés.
- 1996: Issa Thiam, baloncestista senegalés.
- 1996: Aleksandar Zečević, baloncestista serbio.
- 1996: Adair Tishler, actriz y cantante estadounidense.
- 1996: Anaïs Bourgoin, atleta francesa.
- 1997: Ann Makosinski, inventora canadiense.
- 1997: Bang Chan, cantante, bailarín, rapero, compositor y productor australiano líder del grupo Stray Kids.
- 1997: Jonathan Isaac, baloncestista estadounidense.
- 1997: Andrés Sánchez, futbolista mexicano.
- 1997: Ángel Pérez, arquitecto dominicano.
- 1997: Damien Jefferson, baloncestista estadounidense.
- 1997: Aimee Pratt, atleta británico.
- 1997: Jo-Ane van Dyk, atleta sudafricana.
- 1997: Jin Boyang, patinador artístico sobre hielo chino.
- 1997: María Prieto O'Mullony, balonmanista española.
- 1998: Valentín Mariano Castellanos, futbolista argentino.
- 1998: Yemisi Ogunleye, atleta alemana.
- 1998: Antoine Davis, baloncestista estadounidense.
- 1998: Maxime Lamothe, rugbista francés.
- 1999: Solomon Lekuta, atleta keniano.
- 1999: Nishad Kumar, atleta indio.
- 1999: Yuya Sakamoto, nadador japonés.
- 1999: Aramis Knight, actor estadounidense.
- 2000: Michell Orozco, actriz colombiana.
- 2000: Lynn Wilms, futbolista neerlandesa.
- 2000: Edwin Cerrillo, futbolista estadounidense.
- 2000: Josh Flint, futbolista británico.
- 2000: Javi Robles, futbolista español.
- 2000: Alessandro Zanoli, futbolista italiano.
- 2000: Shaane Fulton, ciclista neozelandesa.
- 2000: Abril Montilla, actriz española.
- 2001: Liel Abada, futbolista israelí.
- 2001: Alice Goodall, atleta británica.
- 2001: Raïsa Schoon, voleibolista neerlandesa.
- 2002: Frederik Olsen, taekwondista sueco.
- 2002: Emil Safarov, futbolista azerí.
- 2002: JD Davison, baloncestista estadounidense.
- 2002: Matt Fallon, nadador estadounidense.
- 2002: Joep Wennemars, patinador de velocidad sobre hielo neerlandés.
- 2003: Callum Doyle, futbolista inglés.
- 2004: Noah Schnapp, actor estadounidense.
- 2004: Jhon Elmer Solís, futbolista colombiano.
- 2006: Sara Saito, tenista japonesa.

## Fallecimientos
- 1078: Iziaslav I de Kiev (n. 1024).
- 1207: Xin Qiji, poeta chino (n. 1140).

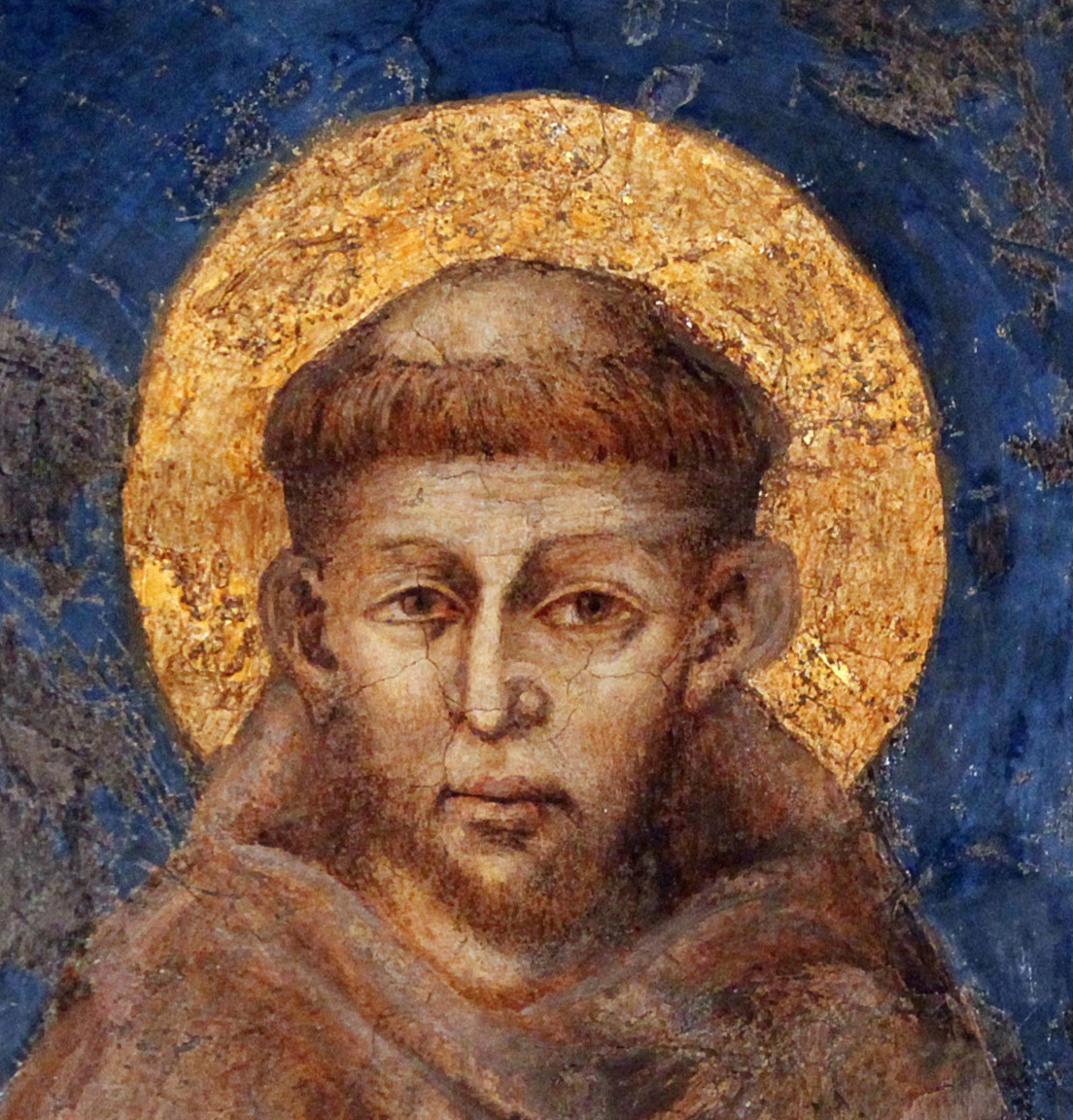
San Francisco de Asís.

- 1226: Francisco de Asís, religioso y santo italiano (n. 1181).

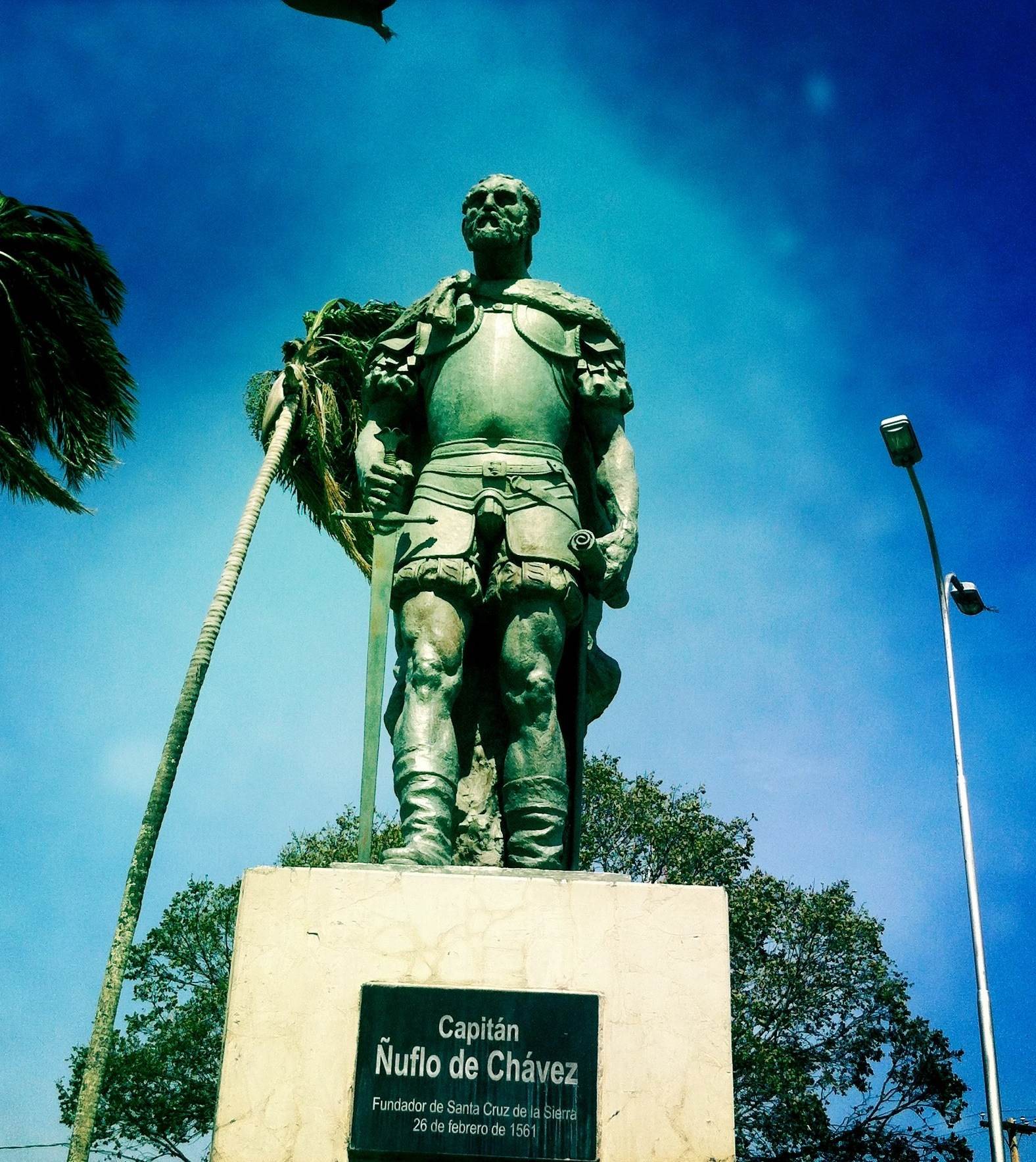
Ñuflo de Chaves

- 1568: Isabel de Valois, aristócrata francesa, esposa de Felipe II de España (n. 1545).
- 1568: Ñuflo de Chaves, conquistador español (n. 1518).
- 1611: Carlos de Lorena, aristócrata francés (n. 1554).
- 1611: Margarita de Austria-Estiria, aristócrata austriaca, esposa de Felipe III de España (n. 1584).
- 1629: Giorgi Saakadze, militar georgiano (n. 1570).
- 1667: Alonso Cano, pintor español (n. 1601).
- 1685: Juan Carreño de Miranda, pintor español (n. 1614).
- 1750: Georg Monn, compositor y organista austriaco (n. 1717).
- 1820: Vicente Emparan, militar español, capitán general de Venezuela (n. 1747).
- 1838: Halcón Negro, jefe tribal sauk (n. 1767).
- 1867: Elias Howe, inventor estadounidense (n. 1819).
- 1877: Rómulo Díaz de la Vega, militar y político mexicano (n. 1804).
- 1880: Adolphe-Félix Cals, pintor francés (n. 1810).
- 1881: Orson Pratt, líder religioso estadounidense (n. 1811).
- 1891: François Éduard Anatole Lucas, matemático francés (n. 1842).
- 1895: Manuel Romero Rubio, político y abogado mexicano  (n. 1828).
- 1896: William Morris, pintor, dibujante y escritor británico (n. 1834).
- 1927: Masacre de Huitzilac:
  - Francisco R. Serrano, militar y político mexicano (n. 1886).
  - Miguel Peralta, militar mexicano (n. 1889).
  - Rafael Martínez de Escobar, abogado y político mexicano (n. 1888).
  - Carlos A. Vidal, militar y político mexicano (n. 1885).
  - Alonso Capetillo, militar mexicano (n. 1890).

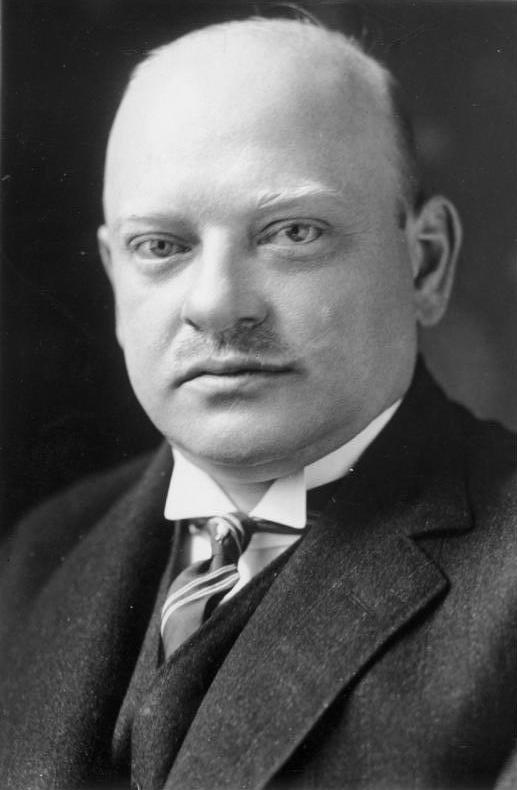
Gustav Stresemann.

- 1929: Gustav Stresemann, político alemán, premio nobel de la paz en 1926 (n. 1878).
- 1929: Jeanne Eagels, actriz estadounidense (n. 1894).
- 1931: Carl Nielsen, compositor danés (n. 1865).
- 1937: Richard Hertwig, botánico y zoólogo alemán (n. 1850).
- 1941: Emiliano Iglesias, político español (n. 1878).
- 1943: Emilio Cebrián Ruiz, compositor español (n. 1900).
- 1952: Alfred Neumann, guionista y escritor alemán (n. 1895).
- 1953: Arnold Bax, compositor británico (n. 1883).
- 1954: Manuel Romero, cineasta argentino (n. 1891)
- 1965: Zachary Scott, actor estadounidense (n. 1914).
- 1967: Woody Guthrie, músico estadounidense (n. 1912).
- 1967: Malcolm Sargent, director de orquesta y músico británico (n. 1895).
- 1969: Skip James, compositor y guitarrista estadounidense (n. 1902).
- 1971: Lester Germer, físico estadounidense (n. 1896).
- 1975: Guy Mollet, político francés (n. 1905).
- 1977: Luis Guillermo Hernández, poeta peruano (n. 1941).
- 1977: Tay Garnett, director estadounidense (n. 1894).
- 1979: Nicos Poulantzas, revolucionario griego (n. 1936).
- 1987: Jean Anouilh, dramaturgo francés (n. 1910).
- 1988: Franz Josef Strauss, político alemán (n. 1915).
- 1990: Stéfano Casiraghi, aristócrata italiano (n. 1960).
- 1993: Gary Gordon, militar estadounidense (n. 1960).
- 1993: Elías Nandino, poeta mexicano (n. 1900).
- 1993: Randy Shughart, militar estadounidense (n. 1958).
- 1994: John Champion, productor de cine y guionista estadounidense (n. 1923).
- 1994: Heinz Rühmann, actor alemán (n. 1902).
- 1995: Juan Antonio Toledo, pintor español (n. 1940).
- 1995: Elena Quiroga de Abarca, escritora española (n. 1921).
- 1995: M. P. Sivagnanam, escritor y político indio (n. 1906).[cita requerida]
- 1998: Hugo Batalla, político uruguayo (n. 1926).
- 1998: Roddy McDowall, actor británico (n. 1928).
- 1999: Akio Morita, físico y empresario japonés (n. 1921).
- 2000: Wojciech Jerzy Has, cineasta polaco (n. 1925).
- 2000: Benjamin Orr, bajista estadounidense, de la banda The Cars (n. 1947).
- 2001: Eduardo Schinca, dramaturgo, actor y director de teatro uruguayo (n. 1929).
- 2002: José María Jimeno Jurio, antrópologo, historiador y etnólogo español (f. 2002).
- 2003: William Steig, historietista y escritor estadounidense (n. 1907).

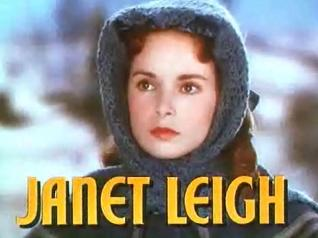
Janet Leigh.

- 2004: Janet Leigh, actriz estadounidense (n. 1927).
- 2004: Helios Fernández, actor colombiano (n. 1940)
- 2005: Ronnie Barker, actor británico (n. 1929).
- 2005: Eric Maluenda, músico chileno (n. 1952).
- 2006: Antonio José Betancor, cineasta español (n. 1942).
- 2006: Antonio González Calderón, periodista y guionista español (n. 1915).
- 2006: Peter Norman, atleta australiano (n. 1942).
- 2006: Alberto Ramento, obispo filipino de la Iglesia Filipina Independiente (n. 1937).
- 2007: Pablo Palazuelo, pintor y escultor español (n. 1915).
- 2007: Tony Ryan, empresario irlandés (n. 1936).
- 2007: Rogelio Salmona, arquitecto colombiano (n. 1927).
- 2007: Vijayan Mash, escritor, orador y académico hindú (n. 1930)
- 2008: Johnny "J", rapero mexicano (n. 1969).
- 2009: Reinhard Mohn, empresario alemán (n. 1921).
- 2010: Aníbal Arias, guitarrista de tango argentino (n. 1922).
- 2010: Claude Lefort, filósofo francés (n. 1924).
- 2010: Mansur Escudero, médico psiquiatra e islamista español (n. 1947).
- 2010: Philippa Foot, filósofa británica (n. 1920).
- 2012: Abdul Haq Ansari, docente indio (n. 1931).
- 2013: Ángeles Santos Torroella, pintora y artista gráfica española (n. 1911).
- 2013: María Wérnicke, poetisa y escritora argentina (n. 1930).
- 2015: Muhammad Nawaz Khan, escritor e historiador paquistaní (n. 1943).
- 2017: Fernando Cavalleri, futbolista y entrenador de fútbol argentino nacionalizado chileno (n. 1949).

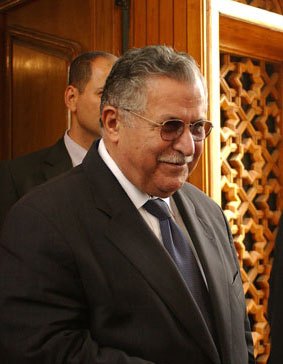
Jalal Talabani.

- 2017: Yalal Talabani, político iraquí, presidente de Irak entre 2005 y 2014 (n. 1933).
- 2018: Leon Max Lederman, físico estadounidense, premio nobel de física en 1988 (n. 1922).
- 2019: Roger Taillibert, arquitecto francés (n. 1926).
- 2020: Anthony Galindo, cantante, modelo y animador venezolano (n. 1978).
- 2021: Jorge Medina Estévez, arzobispo y cardenal católico chileno (n. 1926).
- 2021: Lars Vilks, artista e historiador del arte sueco (n. 1946).
- 2021: Cynthia Harris (87), actriz estadounidense de cine y televsión (n. 1934).
- 2022: Jesús Quintero (82), periodista, director y presentador español (n. 1940).
- 2024: José Castañeda (91), Terrateniente peruano (n.1933)

## Celebraciones
- Día del Odontólogo en América Latina.[7]Por ser el aniversario de la creación de la Federación Odontológica Latinoamericana (FOLA). Se conformó el 3 de octubre de 1917 en Santiago de Chile, cuando unos profesionales se reunieron para debatir aspectos claves con respecto a la salud bucal de las personas.

- Día Internacional del Novio.[8]

- Día Internacional del Mosquetero.[9]Se rinde homenaje al cuerpo de soldados franceses fundado en el año 1622 por Luis XIII. La denominación “mosqueteros” fue popularizado por el novelista y dramaturgo francés Alejandro Dumas en su novela "Les Trois Mousquetaires", cuyos personajes centrales fueron Athos, Porthos y Aramis. Su lema es inmortal: «Uno para todos, todos para uno».

 Por países
(Por orden alfabético)
- Alemania:
  - Día de la Unidad Alemana.[10][11]

- Argentina:
  - Día del Odontólogo.[12]Fue en el año 1837 cuando llegó al país Pedro Balloy, el primer dentista diplomado en el país, que estudió en la academia de París. Por otro lado, el primer recibido de esta profesión en Argentina, años más tarde, fue Tomás Coquet.
    -  Misiones: 
      - Aniversario de Aristóbulo del Valle.[13]Se fijó como fecha fundacional el día que Rogelio Ramírez asumió como primer intendente, el 3 de octubre de 1961 (hace ya 63 años, 10 meses y 8 días).

- España:
  - Día del Bienmesabe.[14]

- Corea del Sur:
  - Día de la Fundación Nacional.

- Cuba:
  - Día del Trabajador Agropecuario.[15]

- Honduras:
  - Día de Morazán.

- Irak:
  - Día de la Independencia.

### Santoral católico

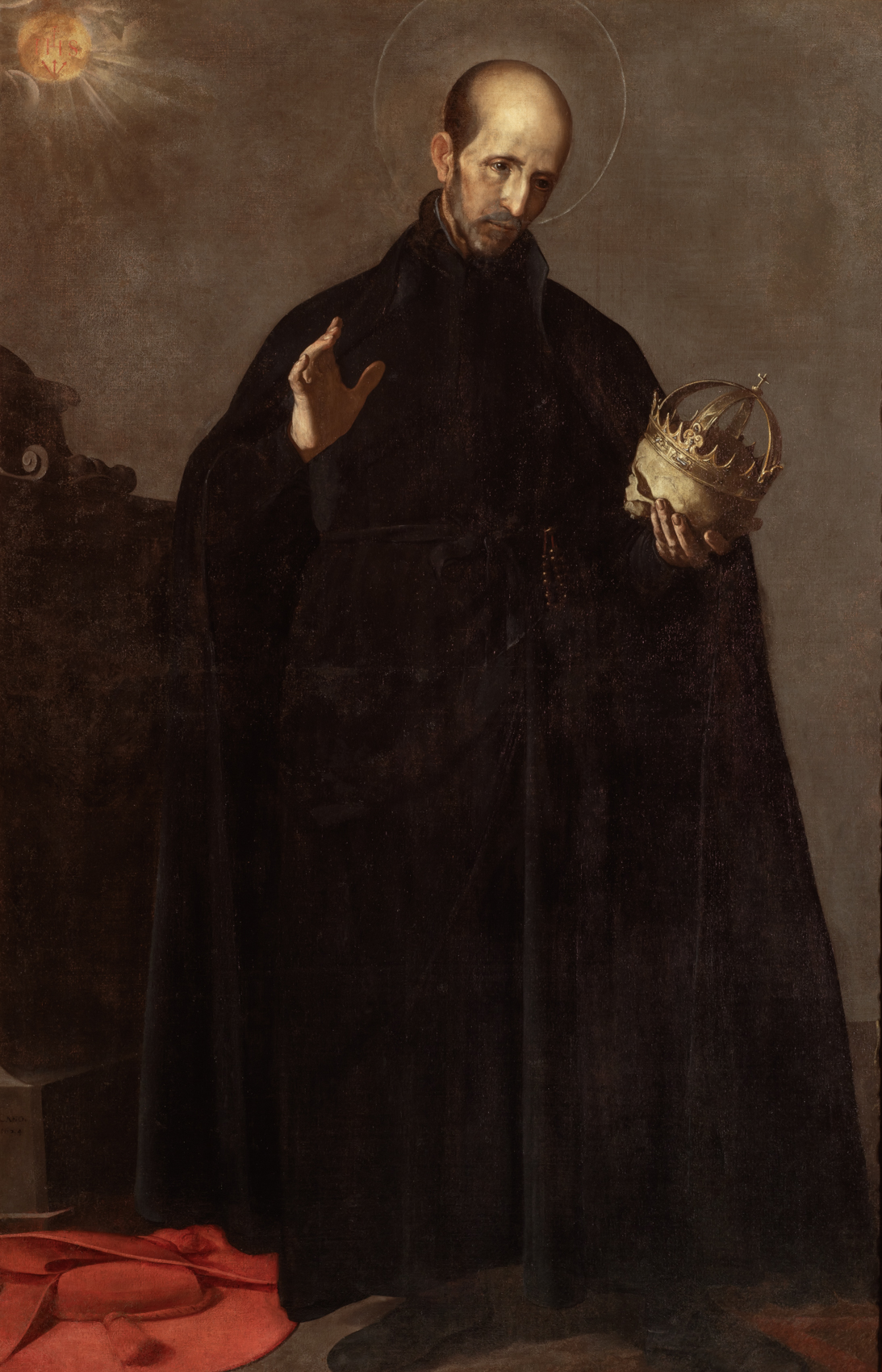
Francisco de Borja por Alonso Cano, Museo de Bellas Artes, Sevilla

- San Francisco de Borja (f. 1572), presbítero.[16]
- San Dionisio Areopagita (s. I), obispo.
- Santa Cándida de Roma, mártir.
- Santos Fausto, Cayo, Pedro, Pablo, Eusebio, Querimón y Lucio de Alejandría (s. III), mártir y confesores.
- San Hesiquio de Palestina (s. IV), monje.
- San Maximiano de Bagai (f. 410), obispo y confesor.
- San Cipriano de Toulon (f. 543), obispo.
- Santos Ewaldo el Negro y Ewaldo el Blanco (f. 695), presbíteros y mártires.
- San Virila de Navarra (f. 950), abad.
- San Gerardo de Namur (f. 959),[17] abad.
- Beato Otón de Metten (f. 802), abad.
- Beato Adelgoto de Chur (f. 1160), obispo.
- Beatos Ambrosio Francisco Ferro y compañeros (f. 1645), mártires.
- Beato Crescencio García Pobo (f. 1936), presbítero y mártir.
- Beato Jesús Emilio Jaramillo Monsalve (f. 1989), obispo y mártir.

 Por países
(Por orden alfabético)
- Argentina:
  - Santa Teresita del Niño Jesús, patrona de Aristóbulo del Valle (Misiones). La fecha se eligió de forma coincidente con esta santa, aunque a ésta ahora se la venera el 1 de octubre y no el 3, como antes.[13]

- España:
  - Celebran fiesta o feria las siguientes poblaciones:
    - Darro (Granada): Fiesta en honor de San Tiburcio.
    - Masamagrell (Valencia): Fiesta en honor de San Juan Evangelista.
    - Náquera (Valencia): Fiesta en honor de la Virgen de la Encarnación.
    -  Navarra: Albiasu (Larraún). Arruiz (Larraún). Baraibar (Larraún). Ecay (Araquil). Idocin (Ibargoiti). Imízcoz (Arce). Izco (Ibargoiti). Lakain-Apezborro (Echalar). 'Osa' (Ezcabarte). Salinas de Ibargoiti (Ibargoiti). Sengáriz (Ibargoiti). Urbiola (Igúzquiza).